# Ocimum mitwabense
Ocimum mitwabense là một loài thực vật có hoa trong họ Hoa môi. Loài này được (Ayob.) A.J.Paton mô tả khoa học đầu tiên năm 1999.